# Ford F-250
Ford F-250 - пікап, що почав вироблятися компанією Ford з 2004 року. Основні конкуренти - Chevrolet Silverado, GMC Sierra HD 2500/3500, Ram 2500/3500 Heavy-Duty і, до певної міри, Nissan Titan XD.

## Опис
Основний двигун Ford F-250 2017 року - 6.2-літровий V8 на 385 к.c. та 583 Нм. До речі, конячок стало на 25 більше, у порівнянні з минулим роком. У пару двигун отримав легшу, більш економну 6 АКПП. Окремо представлений 6.7-літровий V8 дизельний турбодвигун на 440 к.с. та 569 Нм. Про рівень витрати пального у випадку з такими габаритними автомобілями мова не йде в принципі. 

## Огляд моделі

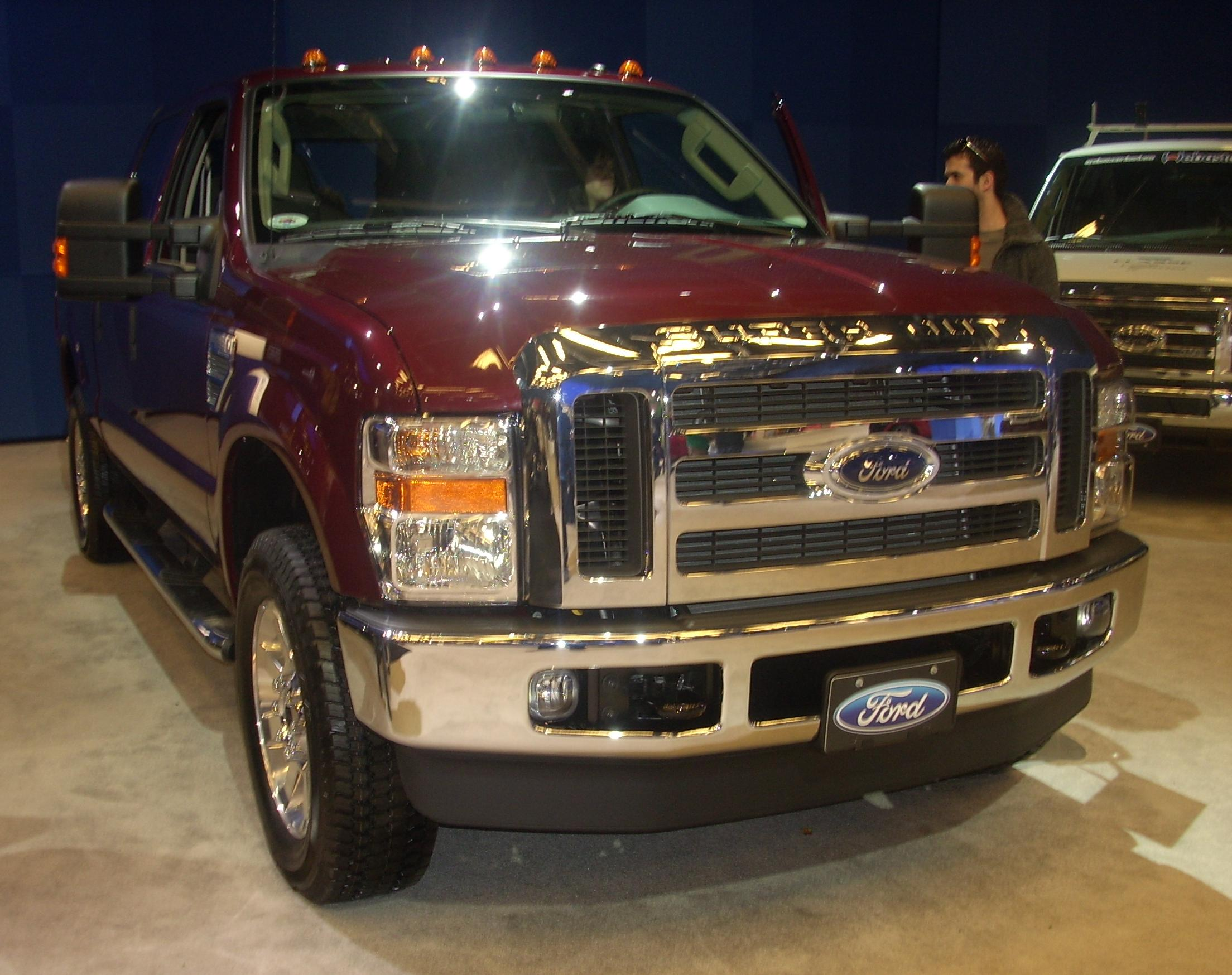
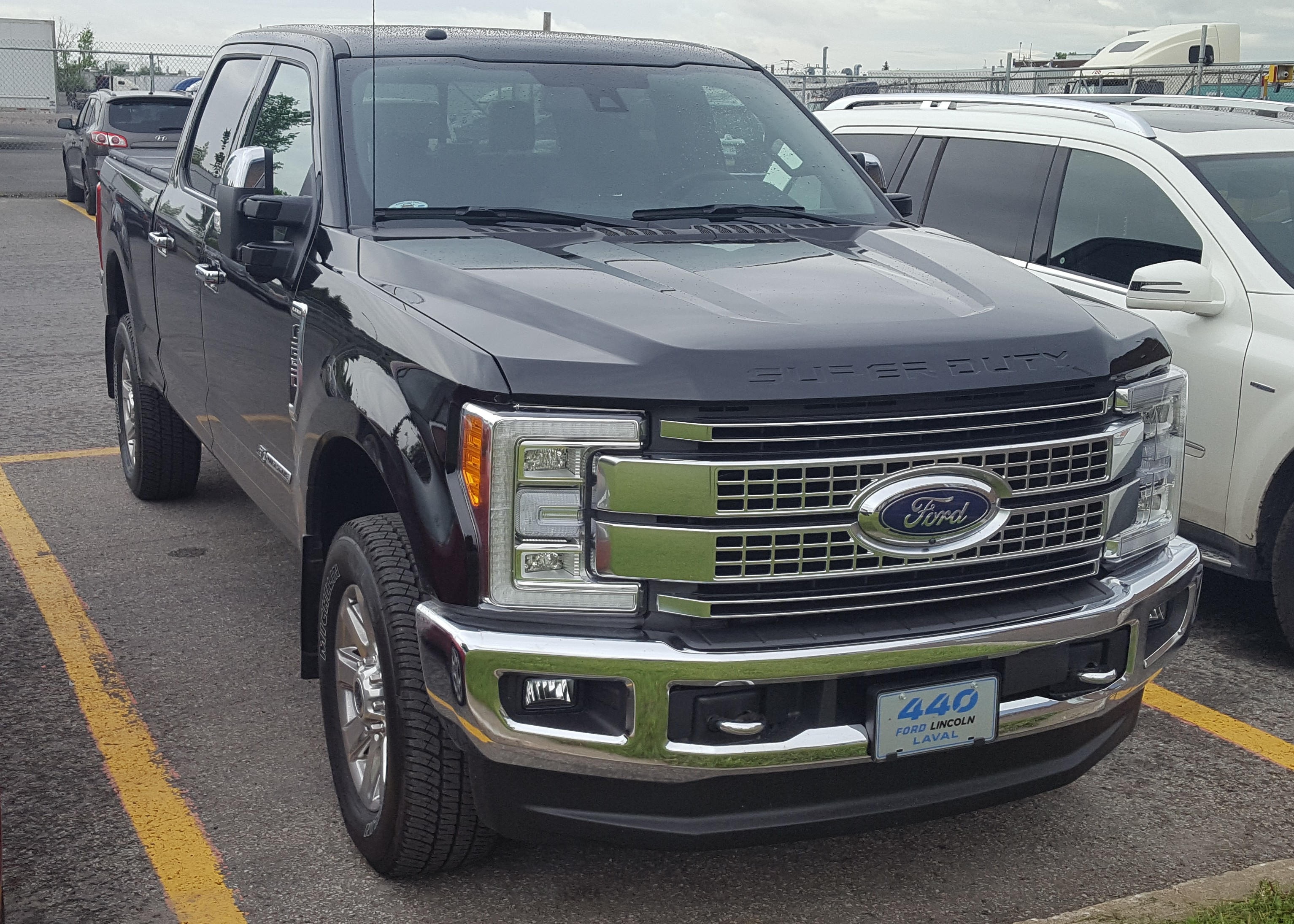
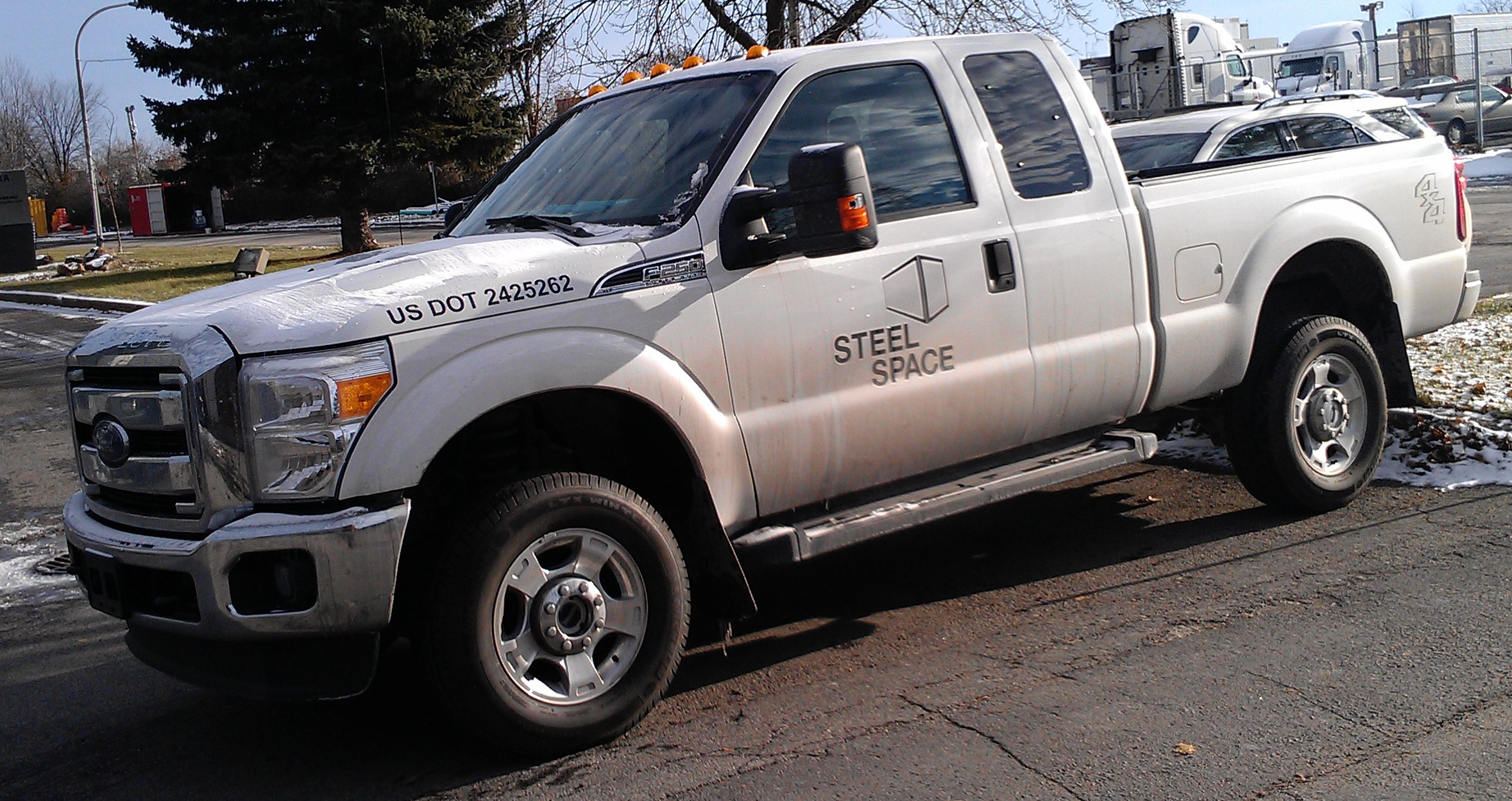